# Terry Chimes
 (février 2023).
Si vous disposez d'ouvrages ou d'articles de référence ou si vous connaissez des sites web de qualité traitant du thème abordé ici, merci de compléter l'article en donnant les références utiles à sa vérifiabilité et en les liant à la section « Notes et références ».
Terry Chimes (né le 5 juillet 1956 dans le quartier de Stepney à Londres), aussi connu sous le nom de Tory Crimes, était le batteur original du groupe de punk rock anglais The Clash. Il joua avec eux de juillet 1976 à novembre 1976, janvier 1977 à avril 1977 et encore de mai 1982 à décembre 1982. Il fit brièvement une tournée avec Black Sabbath de novembre 1987 à décembre 1987, ainsi qu'en mai 1988.

## Avec The Clash
Terry Chimes était un membre du groupe punk anglais London SS, comprenant également Mick Jones et Paul Simonon dans ses rangs, qui fut à l'origine de la formation de The Clash avec Joe Strummer et Keith Levene.
Il participa à l'enregistrement du premier album du groupe The Clash, avant d'être remplacé par Topper Headon.
En 1982, lorsque Topper fut viré des Clash à cause de ses problèmes de toxicomanie, le groupe demanda à Chimes de rejoindre la formation pour la tournée américaine (en première partie des Who) et la tournée anglaise qui suivait.
Il apparut également dans le clip vidéo de Rock the Casbah.

## En dehors des Clash
Après avoir quitté les Clash, Terry Chimes joua de la batterie dans de nombreux groupes, parmi lesquels:
- Johnny Thunders & the Heartbreakers en 1977,
- Cowboy International en 1979 (album "The Original Sin")
- Generation X de 1979 à 1980,
- Hanoi Rocks en 1985,
- The Cherry Bombz en 1986 (avec les anciens membres de Hanoi Rocks Andy McCoy et Nasty Suicide ainsi que Dave Tregunna, ex-Sham 69/Wanderers/Lords Of The New Church)
- Black Sabbath sur leur tournée Eternal Idol Tour en 1987/88.

## Aujourd'hui
Depuis 1994, il exerce en tant que chiropraticien. En 2003, il est entré au Rock and Roll Hall of Fame pour sa participation à The Clash.